# シコ・メンデス (小惑星)
シコ・メンデス (47162 Chicomendez) は、小惑星帯（メインベルト）に位置する小惑星の一つ。イタリア、ボルゴ・ア・モッツァーノのモンテ・アッリアーレ天文台でマッテオ・M・M・サンタンジェロが発見した。
ブラジルの環境保護活動家、シコ・メンデスから命名された。